# Lascheid (Belgique)
Ne doit pas être confondu avec Lascheid.
Lascheid est un village de la commune belge de Burg-Reuland situé en Communauté germanophone de Belgique et Région wallonne dans la province de Liège.
Avant la fusion des communes de 1977, Lascheid faisait partie de la commune de Reuland.
Le village compte 166 habitants.

## Situation et description
Le village de Lascheid se trouve sur la rive droite et le versant sud de l'Ulf, un affluent de l'Our. Les habitations du village se succèdent le long de voiries en côte depuis la vallée de l'Ulf (altitude 390 m) jusqu'aux abords de la colline herbeuse de Preel culminant à 490 m. Le centre du village est assez concentré. Quelques exploitations agricoles se trouvent en périphérie du village.
Le centre de la localité se trouve à 2 km au sud-ouest de Burg-Reuland.

## Étymologie
Du XVe siècle au XVIIe siècle, le village s'est écrit Landscheydt, Landtscheidt, Laschet et Lascheid.

## Patrimoine
La chapelle Saint Michel (Hl Michael Kapelle) a été construite en 1759 en remplacement d'une autre chapelle consacrée en 1666. Elle comporte une nef de trois travées et un chevet à trois pans. La tour du clocher a été ajoutée au cours du XIXe siècle (toiture à huit pans).

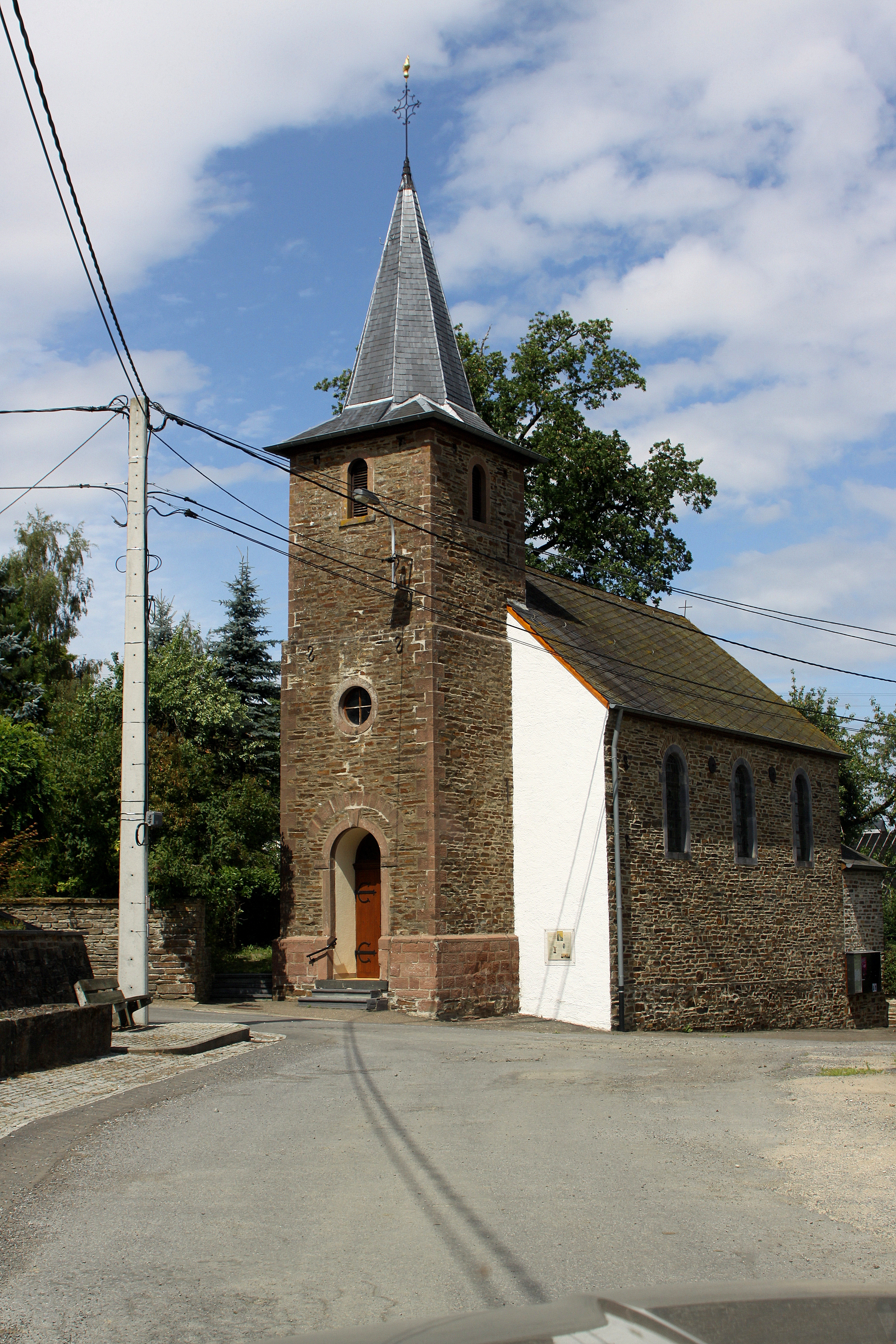
La chapelle Saint Michel

## Activités et loisirs
Lascheid possède une école communale. Elle existe depuis 1840. De nouveaux bâtiments ont été inaugurés le 1er septembre 1997.
On trouve un hôtel dans la localité.